# Taxe sur les automobiles
 (février 2012).
Si vous disposez d'ouvrages ou d'articles de référence ou si vous connaissez des sites web de qualité traitant du thème abordé ici, merci de compléter l'article en donnant les références utiles à sa vérifiabilité et en les liant à la section « Notes et références ».
Plusieurs taxes sur les automobiles prenant diverses formes selon les pays.

## Belgique
En Belgique, il y a la TVA sur les véhicules et les pièces détachées, la taxe de mise en circulation, la taxe annuelle de circulation, les taxes sur le carburant, ainsi que les assurances, les péages et les autres taxes.

## France

### Historique
La taxe sur les automobiles fut créée en 1956 par le gouvernement Guy Mollet en vue de financer un "Fonds National de Solidarité" pour garantir un revenu minimum aux personnes âgées de plus de 65 ans.  
Cette taxe annuelle est calculée en fonction de la puissance fiscale et de l'âge du véhicule qui y est assujetti. L'acquittement de cette taxe est matérialisé sur la voiture par une vignette apposée sur le pare-brise. 
À partir de 1959, les recettes de la "vignette" ne vont plus directement au Fonds National de Solidarité, elles passent d'abord par les caisses de l'État. Très vite, on se rend compte que les sommes versées au Fonds sont inférieures aux recettes de la "vignette"... 
La toute première vignette autocollante est celle de l'année 1973. Avant, la vignette était soit placée dans une pochette ventousée au pare-brise, soit "coincée" dans le joint de pare-brise. 
Lors de la décentralisation en 1984, la gestion de l'attribution des "vignettes" et la perception de la taxe est attribuée aux départements... ainsi que le soin de fixer le montant de cette taxe, d'où des différences, parfois énormes, d'un département à l'autre. Prenons le cas de la Marne, qui dans la deuxième moitié des années 90 fixait des tarifs "défiant toute concurrence", inférieurs de moitié à la moyenne nationale. Voilà pourquoi à cette époque on voyait tant de voitures blanches immatriculée 51, beaucoup de sociétés ayant une certaine flotte automobile s'étaient ruées sur l'occasion.
La "vignette" pour les véhicules particuliers est supprimée en 2000 par le gouvernement Jospin, mais est maintenue pour les voitures de sociétés. 
Durant l'année 2011, des rumeurs concernant un éventuel retour de la "vignette" pour les véhicules particuliers en janvier 2012 ont fusé sur le Net.
Selon l'Automobile Club Association (ACA), les taxes sur les automobiles constituent environ un quart du budget que les Français consacrent à leur automobile en 2019.

### Comparatif international
Selon l'Association des constructeurs européens d'automobiles (ACEA), l’État français a récupéré 83,9 milliards d’euros de taxes automobiles en 2019. Ce montant place la France en deuxième position au niveau européen après l’Allemagne (93,4 milliards). Les taxes sont réparties ainsi : 42,8 milliards sont dus aux carburants (catégorie où la France est en tête), 18,5 milliards à la taxe sur la valeur ajoutée (TVA), 12,6 milliards aux péages, 5,1 milliards aux taxes sur les assurances, et 4,9 milliards pour les autres taxes, dont les cartes grises.
Rapporté au nombre de voitures dans le parc automobile, la France se classe en troisième position avec un montant pour chaque automobiliste évalué à 2.619 euros. En première position se situe la Belgique avec 3.536 euros/automobiliste, puis l’Autriche avec 2.619 euros. La France est néanmoins loin devant l’Allemagne (1.983 euros) ou le Royaume-Uni (1.716 euros).